# Le Brugeron
Le Brugeron település Franciaországban, Puy-de-Dôme megyében. Lakosainak száma 242 fő (2022. január 1.). Le Brugeron Chalmazel-Jeansagnière, La Chambonie, Marat, Olmet, La Renaudie és Saint-Pierre-la-Bourlhonne községekkel határos.

## Népesség
A település népességének változása:
| Lakosok száma | 250  | 248  | 254  | 245  | 244  | 242  | 243  | 243  | 242  |
|               | 2013 | 2015 | 2016 | 2017 | 2018 | 2019 | 2020 | 2021 | 2022 |